# Torcy, Ardennes
Torcy var en tidigare fransk kommun i departementet Haute-Marne i regionen Champagne-Ardenne i Frankrike. Torcy ingår numera i kommunen Sedan och ligger i västra delarna av Sedan. 